# Gal·lècia
La Gal·lècia (en llatí Gallaecia) fou una regió, i més tard província romana, situada al nord-oest de la península Ibèrica, abraçava bàsicament l'actual Galícia, Astúries i el nord de Portugal. Estava poblada per les tribus dels galaics bràcars (gallaeci bracarii) o callaics bràcars (callaici bracarii); i dels galaics lucenses (callaici o gallaeci lucenses); els àrtabres també hi vivien però eren considerats un poble diferenciat. Astúries i part de Lleó són atribuïdes a aquesta província (el convent jurídic d'Asturiga, avui Astorga).

La província tenia dos convents jurídics: Bracara Augusta (Braga), a la part sud; i Lucus Augusti (Lugo), a la part al nord del riu Miño. Lucus Augusti comprenia 16 ciutats dels celtes, a més de la ciutat dels àrtabres (considerats no celtes o, si més no, un poble diferenciat) i la dels lebuns, amb una població entre 150 i 200 mil habitants. El convent de Bracara Augusta tenia 24 ciutats de població celta i una població similar a l'altre convent.

## Romanització
Cap al segle iii aC aparegué per primer cop el topònim Callaecia o Gallaecia, que feia referència al territori que comprenia tot l'extrem nord-oest de la península Ibèrica entre Noega (a la costa Cantàbrica) i Portucale (avui Porto). Es consideren com a dues fases de conquesta i colonització romana a Gal·lècia:
- Fase Lusitana (137 aC - 60 aC). Cap al 137 aC els gal·lecis foren atacats per les tropes romanes de Juni Brut Callaicus com a càstig per haver donat suport a Viriat. Després continuaren l'obra les campanyes lusitanes de Publi Licini Cras (96-94 aC), les de Perpenna el 74 aC i la definitiva de Juli Cèsar el 60 aC, que culminà amb la presa de Brigantium (actualment la Corunya).
- Fase cantàbrica (29 aC - 19 aC). Es conquerí la totalitat del territori gallec després de les Guerres Càntabres dirigides per Octavi August. Els generals Gai Furni i Tit Carisi la culminaren amb el Setge de Castro Medulio,[2] un episodi similar al del setge de Numància (134 aC). Això suposaria la seva submissió total a Roma.

Límits de la Gallaecia després de la divisió provincial de Dioclecià de l'any 298 dC

Un cop conquerida Gal·lècia, d'antuvi formarà part de la província d'Hispània Citerior, i després de la Lusitània. Posteriorment formarà una província pròpia, la Callaecia, juntament amb el nord de Portugal i bona part d'Astúries, com a part d'Hispània, però el 216 se'n separà i instal·là la nova capital a Bracara Augusta (avui Braga, Portugal). Els principals nuclis de població creats foren les capitals dels tres conventus: Bracara Augusta (Braga), Lucus Augusti (Lugo), i Asturica Augusta (Astorga). També destacaren altres centres com Farum Brigantium (la Corunya), Aquae Urentes (Ourense), Duo Pontes (Pontevedra) i Vicus Spacorum (Vigo). Les principals restes romanes de l'època són la muralla romana de Lugo i el far de Brigantius.
Cap a l'any 70 s'establí a Asturica Augusta la Legió VII Gèmina, a l'actual Lleó, i s'intensificà la romanització amb la creació de villae, viles i calçades. S'abandonaren a poc a poc els castros, i la gent baixà dels turons a les planes i valls fluvials. Malgrat la romanització, no s'abandonaren els antics costums d'origen celta. Es parcel·laren les terres i s'entregaren a serfs pobres, qui amb els anys es barrejaren amb la població local. També s'hi introduïren els cereals mediterranis.
Cap al segle iii s'hi va difondre la villae romana com a forma d'explotació agrària, i es fortificaren les ciutats. Cap al 250, endemés, es va estendre definitivament el cristianisme. Fou creada la província el 294 en temps de Dioclecià, separada de la Tarraconense, de la qual era un convent jurídic.
Per a la seva història posterior, vegeu el regne dels sueus i Galícia.
El 325 apareixerien a Termes (Carballido, Lugo) els primers sarcòfags paleocristians, els mosaics del Crismó de Quiroga o el monument a Santa Eulalia de Bóveda (Lugo). Alhora, el gal·leci Priscil·lià (mort el 385) va cristianitzar el camp, encara que les seves doctrines foren condemnades per les jerarquies com a herètiques, i ell mateix fou executat; tingué com a deixebles destacats el bisbe d'Ourense, Simfosi, i el d'Astorga, Dictini (fl. 379-417).

## El regne Sueu
L'any 406 els sueus es van unir als vàndals i alans i van penetrar en l'imperi. Els sueus van donar el seu nom a la regió alemanya de Suàbia. El 31 de desembre de 406 es van aprofitar de la congelació del Rin i la retirada de les tropes romanes per lluitar a Itàlia a fi de travessar el riu en massa: vàndals, sueus, alans i burgundis es van estendre creuant el riu i van trobar poca resistència en el saqueig de Moguntiacum i el saqueig de Treviris, envaint completament la Gàl·lia i en 409 van passar a Hispània i es van assentar en un territori que comprèn les actuals Galícia, nord de Portugal, província de Lleó i Astúries. L'Imperi Romà va tolerar aquesta invasió a canvi de tributs i aviat els sueus van formar un regne independent, amb les seves lleis i fins i tot la seva moneda.

## Aspectes culturals
Culturalment, destacarien personatges com Pau Orosi (390-?), autor de De ormestu mundi (420), la monja Etèria, autora d'un Itinerarium a Terra Santa del 393, i Hidaci (395-470), bisbe d'Aquae Flaviae (avui Chaves, Portugal), i autor d'un Chronicon o història del món del 379 al 468. Fou martiritzat pels visigots.

## Rius
A part del Minus (Miño), Ptolemeu dona una llista de sud a nord dels rius següents:
- Avus (Ave)
- Celadus (probablement el Salha o Deste)
- Nebis  (Cavado)
- Limius o Limias (no identificat)
- Laeron (Ler)
- Ulla  (Ulla)
- Tamaris (Tambre)
- Sars (Sar)
- Florus (Castro)
- Nelus (Puente)
- Virus (Allones)
- Mearus (Mero)
- Ivia  (potser el mateix que el Nabios o Xubia)
- Navilubio (Navia)

## Ciutats
A part de les dues capitals regionals, cal esmentar: 

### Ciutats del districte delsgallaeci bracarii
- Cale o Calem (Porto)
- Salacia (Salamonde?)
- Praesidum (Castro de Codezoso?)
- Caladanum  (Ciadia?)
- Ad Aquas (Triudad?)
- Pinetum  (Pinhel?)
- Roboretum (Robledo o Bragança?)
- Compleutica (Compludo)
- Veniatia (Vinhaes?)
- Tuntobriga
- Araducta
- Salaniana  (Santiago de Villela)
- Aquae Origlinis (Baños de Bande o Ourense)
- Aquae Querquennae (Rio Caldo, districte de Braga)
- Geminae (Baños de Molgas o Sandras?)
- Salientes (Castro Caldelas o Ourense?)
- Praesidum  (Castro de Caldelas o Rodicio?)
- Limia o Forum Limicorum (Ponte de Lima)
- Aquae Laevae (ciutat dels turodi)
- Volobriga  (ciutat dels nemetatae)
- Coeliobriga (ciutat dels coelerini)
- Forum Bibalorum (Viana do Bolo, ciutat dels bibali)
- Merva  (ciutat dels luanci)
- Cambaetum (ciutats dels lubaeni)
- Forum Narbasorum (ciutat dels narbasi)
- Aquae Flaviae (ruïnes a l'est de Braga, a Chaves, a la vora del Tâmega, on resta un antic pont romà de 18 arcs)

### Ciutats del districte delsgallaeci lucenses
- Burbida (Borriño?)
- Turoqua  (Touren?)
- Aquae Celenae o Celinae (Caldas do Rei)
- Pria o probablement Iria Flavia (ciutat dels capori, l'actual Padrón)
- Asseconia  (Santiago de Compostel·la o Asorei?)
- Brevis (Urbo o Burres?)
- Marciae, probablement Pons Nartiae (Narla)
- Timalinum (Fontaneira?) o Talamina  (ciutat dels seurri)
- Aquae Quintinae (Quinta?)
- Pons Neviae o Naviae  (Navia de Suarna)
- Uttaris (Cerredo o Doncos)
- Vicus Spacorum (Vigo)
- Ad Duos Pontes (Pontevedra)
- Grandimirum o Glandimarium  (Muros)
- Trigundum (Berreo o Arantón)
- Brigantium (Betanzos)
- Caranicum (Guitiriz?)
- Bullum
- Olina
- Libunca
- Pintia
- Turuptiana
- Ocelum
- Dactonium
- Abobeica (Baiona)

## Altres accidents geogràfics
El golf més anomenat era el Sinus Artabrorum (ria de Ferrol), i el cap o promontori més destacat el Nerium (Fisterra).